# Vujadin Vujović
Vujadin Mališa Vujović je bio sportski reditelj, novinar i autor. Radio je na Radio televiziji Srbije.
Tokom dugogodišnje karijere smatrao se za jednog od najuticajnijih režisera sportskih prenosa na prostorima nekadašnje Jugoslavije Dobitnik je Nagrade za životno delo Udruženja sportskih novinara Srbije za 2006. godinu.

## Biografija
- Vujadin Vujović je karijeru sportskog novinara započeo 1970. godine na tadašnjoj Radio Televiziji Beograd.

Tokom svoje karijere režirao je preko 4000 direktnih prenosa sa različitih sportskih takmičenja.
Pripovedao je priču sporta vizuelnim jezikom koji je bio svima prepoznatljiv.
Direktni prenosi Vujadina Vujovića imali su jednostavnost izraza, bogatstvo detalja, brzinu I tačnost informacije.
Zbog svoje vizije, rediteljskog iskustva I enciklopedijskog znanja o sportu, Vujović je bio u mogućnosti da režira različite formate televizijskog sportskog programa.
Bio je reditelj kultne emisije Indirekt., zatim emisija : Igraj fudbal budi srećan, Košarka poštovanoj deci, Sportska galaksija :  Veterani - Šampioni ,  Šta nam rade olimpijske nade  , Svet šaha , Bum - Bam košarka , Noći muzeja i mnogih drugih emisija i reportaža iz oblasti sporta i umetnosti.
- Autor je emisije Igraj fudbal, budi srećan, televizijskog magazina o takmičarskom fudbalu za najmladje uzraste u Srbiji, koji je zbog svog sadržaja i jedinstvenosti dobio pohvale iz UEFA.[5]

Iako ostvaren u stvaralačkom I rediteljskom poslu, Vujadin Vujović nikada nije prestao da živi životom sportskog novinara.
Pisao je za Politiku Express i Frankfurtske Vesti.
U svojoj kolumni U direktnom prenosu intervjuisao je najpoznatije sportiste sa prostora nekadašnje Jugoslavije.
- Režirao je sportske prenose sa Otvorenog prvenstva u Dohi u stonom tenisu 1997. i 1998. godine.

Vujadin Vujović pripada generaciji Sportske redakcije TV Beograd koja je uspešno nasledila legende televizijskog sportskog novinarstva Драган Никитовић , Милан Ковачевић , Владан Стојаковић , i koja je imala neizmeran uticaj na popularizaciju televizijskog sportskog programa, sporta kao nacionalnog fenomena i na realizaciju i postavljanje novih standarda profesije novinarstva i savremene televizije.

## Nagrade i priznanja
Pored brojnih domaćih i inostranih nagrada, Vujadin Vujović je prema sopstvenom priznanju za najveće bogatstvo poziva reditelja sportskih prenosa smatrao rad i druženja sa sportistima, mogućnosti otkrivanja novih talenata i istraživanje na novim vizuelnim rešenjima prezentacije sportske igre.
- 1997. godine, Vujadin Vujović dobija specijalno priznanje od FIVB za uspešnu realizaciju direktnih prenosa Svetske lige u оdbojci - tadašnji koncept direktnih prenosa predstavljao je revolucionaran način praćenja odbojkaške igre kakav i danas poznajemo.
- 2006. godine, kao autor emisije Igraj fudbal, budi srećan dobitnik je Nagrade za životno delo Udruženja sportskih novinara Srbije.[7]

## Citati
- Televizija je za mene ono što jeste I ono što će biti. Sve ostalo je dokumentacija. U ovom poslu nema rutine - Politika (novine), jun 1998